# Sigfrid Gauch

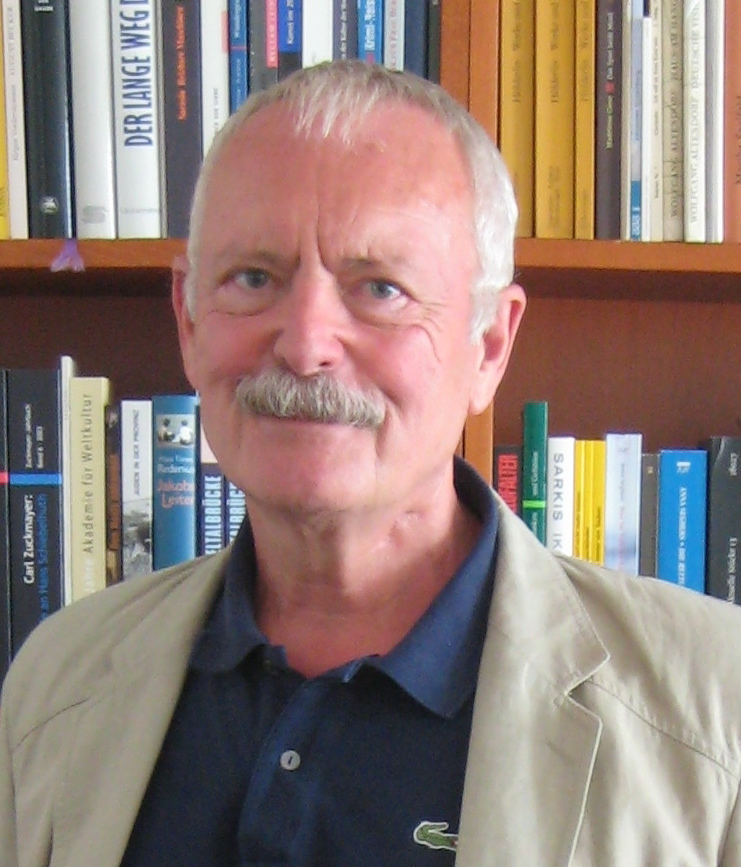
Sigfrid Gauch (2008)

Sigfrid Gauch (* 9. März 1945 in Offenbach am Glan) ist ein deutscher Schriftsteller. Er lebt in Mainz.

## Leben
Gauch wuchs in Niedersachsen und in der Pfalz auf. Sein Abitur legte er in Kaiserslautern ab und studierte anschließend an den Universitäten Heidelberg und Mainz, wo er 1985 in Germanistik zum Thema „Offene und verdeckte Schreibweisen im literarischen Jakobinismus“ promoviert wurde. Er war als Lehrer für Deutsch, Philosophie und Ethik tätig, zuletzt an der Integrierten Gesamtschule in Mainz. Seit 1988 war er im rheinland-pfälzischen Kulturministerium tätig und leitete dort bis 2010 das Referat für Literaturförderung und Bibliothekswesen. Er ist Mitglied des PEN-Zentrums Deutschland und war dort von 1998 bis 2004 im Vorstand. 2007 bis 2009 war er dessen Vizepräsident und Writers in Exile-Beauftragter.
Bekannt wurde Gauch durch seine 1979 erschienene Erzählung Vaterspuren, in der er sich intensiv mit der Vergangenheit seines Vaters, des Mediziners und NS-Rasseforschers Hermann Gauch (1899–1978), eines Nationalsozialisten der ersten Stunde, und mit dem Zwiespalt, ihn einerseits zu lieben und andererseits die eigenen Schuldgefühle nicht loszuwerden, auseinandersetzt. Das Buch erschien zunächst im Athenäum Verlag (Königstein/Taunus) und wurde 1982 vom Suhrkamp Verlag als Taschenbuch herausgebracht. Übersetzungen erschienen 2001 in Israel und 2002 in USA. 2005 erschien eine überarbeitete und ergänzte Neuausgabe im Brandes & Apsel Verlag (Frankfurt a. M.). In dem umfangreichen Band „Fundsachen. Die Quellen zum Roman Vaterspuren“ hat er 2010 die den Vaterspuren zugrunde liegenden Dokumente veröffentlicht und diese Archivalien im November 2012 der Pfälzischen Landesbibliothek Speyer überlassen. Der 2012 erschienene Roman Schattenbilder beschreibt die dunklen Seiten einer Familie, in der sich zwei Generationen von Frauen zu behaupten versuchen – es scheint der vorläufige Abschluss der dramatischen Aspekte einer auch im Roman Winterhafen (Neuausgabe 2010) aufgegriffenen Familiengeschichte zu sein.
Neben weiteren Romanen, Erzählungen und Gedichtbänden ist Gauch vor allem als Herausgeber bzw. Mitherausgeber zahlreicher Anthologien, vor allem mit Bezug zur Literatur in/aus Rheinland-Pfalz, hervorgetreten, darunter seit 1994 des Rheinland-pfälzischen Jahrbuchs für Literatur im Verlag Brandes & Apsel (seit 2002 unter dem Titel Jahrbuch für Literatur) sowie seit 2004 der Buchreihe Edition Schrittmacher mit inzwischen 30 Bänden im Rhein-Mosel-Verlag.
Zu seinen Arbeiten gehören außerdem Rundfunk- und Fernsehbeiträge wie Labyrinth der Väter (ZDF 1980) und Doppelwertigkeiten oder Rheinland und Pfalz (ZDF 1987, ARD und Dritte Programme 1989).

## Auszeichnungen
- 1976: Förderpreis des Südwestfunks
- 1976: Pfalzpreis für Literatur (Fördergabe)[1]
- 1979: Förderpreis zum Kunstpreis des Landes Rheinland-Pfalz

## Werke (Auswahl)
- Scherenschnitte. Gedichte. Karlsruhe: Karlsruher Bote, 1968.
- M. Jacob Gauch, Gedichte 1662-1688. Karlsruhe: Karlsruher Bote, 1973.
- Schibbolet. Gedichte. Karlsruhe: Karlsruher Bote, 1974. 2. Auflage 1975.
- Identifikationen. Poetische Texte. München: Relief-Verlag, 1975.
- Mitt-Teilungen und andere Nichtmöglichkeiten. Gedichte. Pfaffenweiler: Pfaffenweiler Presse, 1976.
- Lern-Behinderung. Handreichungen und Gesprächslandschaften. München: Relief, 1977. (mit Clas D. S. Steinmann)
- Vaterspuren. Eine Erzählung. Königstein/Taunus: Athenäum, 1979.
Taschenbuchausgabe: Frankfurt a. M.: Suhrkamp, 1982.
Überarbeitete und ergänzte Neuausgabe: Frankfurt a. M.: Brandes & Apsel, 2005.
Übersetzungen ins Hebräische: Ikwot Av, Jerusalem (Israel): Tiltan Publishing, 2001; und ins Englische: Traces of my Father, Evanston/Illinois (USA): Northwestern University Press, 2002.
- Wunschtage. Gedichte. Mainz: Edition Despalles, 1983.
- Friedrich Joseph Emerich – ein deutscher Jakobiner. Studien zu Leben und Werk. Frankfurt a. M. [u. a.]: Lang, 1986. (Zugl.: Universität Mainz, Diss., 1985 unter dem Titel: Offene und verdeckte Schreibweisen im literarischen Jakobinismus.)
- Zweiter Hand. Roman. Landau/Pfalz: Pfälzische Verlags-Anstalt, 1987.
Neuausgabe: Blieskastel: Gollenstein, 1997.
- Goethes Foto und andere Erzählungen. Landau/Pfalz: Pfälzische Verlags-Anstalt, 1992.
- Winterhafen. Roman. Blieskastel: Gollenstein, 1999. Überarbeitete Neuausgabe Frankfurt a. M.: Brandes & Apsel, 2011.
- Gegenlichter. Gedichte. Frankfurt a. M.: Brandes & Apsel, 2005.
- Fundsachen. Die Quellen zum Roman Vaterspuren. Norderstedt: BoD, 2010.
- Schattenbilder. Roman. Frankfurt a. M.: Brandes & Apsel, 2012.

### Als Herausgeber
- Literatur aus Rheinland-Pfalz. Eine Anthologie. Mainz: Hanns Krach 1976 (zus. mit Oskar Bischoff u. a.).
- In Sachen Literatur. Beiträge aus Rheinland-Pfalz. Mainz: Hanns Krach, 1979 (zus. mit Susanne Faschon).
- Vom Verschwinden der Gegenwart. Mainzer Anthologie. Frankfurt a. M.: Brandes und Apsel, 1992 (zus. mit Jürgen Kross).
- ZeitVergleich. Rheinland-pfälzische Anthologie. Frankfurt a. M.: Brandes und Apsel, 1993 (zus. mit Jürgen Kross).
- Ein Regen aus Kieseln wird fallen. Texte aus dem Exil. Frankfurt a. M.: Brandes & Apsel, 2009 (zus. mit Claudia C. Krausse).
- Einblicke. Bekenntnisse aus den Dichterwerkstätten. Zell / Mosel: Rhein-Mosel-Verlag, 2010 (zus. mit Friederike Harig).

Rheinland-Pfälzisches Jahrbuch für Literatur (1994–2001)
- 1994: Fremd in unserer Mitte
- 1995: FluchtPunkte
- 1996: Horizonte
- 1997: Unterwegs
- 1998: WortBrüche
- 1999: Ortsgedächtnis
- 2000: Annäherungen
- 2001: Flugwörter

Jahrbuch für Literatur (seit 2002)
- 2002: Auf Augenhöhe
- 2003: In naher Ferne
- 2005: Zeitfenster
- 2006: Die Stirn, die wir dem Leben bieten
- 2007: nicht schreiben ist auch keine lösung
- 2008: Vor dem Umsteigen
- 2009: Die unverschämte Gegenwart
- 2010: Im Rampenlicht verborgen
- 2011: Über das Ende hinaus